# Matúš Jalovecký
Matúš Jalovecký (* 18. März 1997) ist ein slowakischer Volleyballspieler, der sich auf die Position des Zuspielers spezialisiert hat.

## Karriere
Matúš Jalovecký begann seine Karriere in der Slowakei, wo er unter anderem für Spartak Myjava, Rieker UJS Komárno und VKP Bratislava spielte. Mit den beiden letztgenannten Mannschaften wurde er jeweils slowakischer Meister. Zur Saison 2023/24 wechselte er zum Bundesliga-Aufsteiger VC Bitterfeld-Wolfen.